# 布萊克斯托克農場戰役
布萊克斯托克農場戰役是美國獨立戰爭中的一場戰役，爆發於今日的南卡羅萊納州猶尼昂郡，交叉泊的幾里外。時間是1780年11月20日。美軍最終獲得勝利。